# Alicia Vikander
Alicia Amanda Vikander (phát âm tiếng Thụy Điển: [aˈliːsɪa aˈmanda vɪˈkandər], phiên âm tiếng Việt A-li-xi-a Vi-can-đơ; sinh ngày 03 tháng 10 năm 1988) là một nữ diễn viên và vũ công người Thụy Điển. Cô học tại Trường Balê Hoàng gia Thụy Điển. Cô bắt đầu sự nghiệp diễn xuất chuyên nghiệp của mình bằng khixuất hiện trong các bộ phim ngắn và phim truyền hình Thụy Điển và đặc biệt là trong vai Josefin Björn-Tegebrandt trong bộ phim truyền hình Andra Avenyn (2008-10).
Cô đã diễn xuất nổi bật lần đầu trong Pure (2010), bộ phim giúp cô giành được giải Guldbagge cho nữ diễn viên xuất sắc nhất. Tên tuổi của cô được biết đến rộng rãi hơn vào năm 2012 sau khi đảm nhận vai công chúa Ekaterina "Kitty" Alexandrovna Shcherbatskaya trong bộ phim Anna Karenina của Joe Wright được chuyển thể từ tiểu thuyết cùng tên và vai Nữ hoàng Caroline Mathilde trong bộ phim Đan Mạch nổi tiếng A Royal Affair. Cô nhận được một đề cử BAFTA Rising Star Award cho sự đột phá của mình. Cô đã trở thành một ngôi sao vào năm 2013 qua sự xuất hiện trong bộ phim Thụy Điển Hotell và trong bộ phim tiểu sử The Fifth Estate của Julian Assange cùng năm đó.
Trong năm 2014 và 2015, Vikander đạt được biết đến rộng rãi trên toàn thế giới và nhận được khen ngợi cho vai diễn của cô trong vai nhà hoạt động Vera Brittain trong bộ phim Testament of Youth, vai AI trong phim Ex Machina, vai diễn mà cô đã được đề cử cho giải Quả cầu vàng và giải BAFTA cho Nữ diễn viên phụ xuất sắc nhất. Tháng 2 năm 2016, Alicia Vikander đã được trao giải Giải Oscar cho nữ diễn viên phụ xuất sắc nhất ở ngay lần đầu tiên được đề cử Oscar và giải Giải SAG với vai diễn nữ họa sĩ Gerda trong phim Cô gái Đan Mạch.

## Tiểu sử
Vikander được sinh tại Göteborg. Cô là con gái của Maria (Fahl) Vikander, một nữ diễn viên kịch, và Svante Vikander, một bác sĩ tâm thần. Cha mẹ cô xuất thân từ những ngôi làng nhỏ ở phía bắc và phía nam của Thụy Điển. Họ ly dị khi Vikander mới được hai tháng tuổi và cô đã được nuôi lớn bởi người mẹ độc thân của mình. Cô có năm anh chị em cùng cha khác mẹ. Khi lớn lên, Vikander nói rằng cô nhận được sự yêu thương tốt nhất có thể từ hai phía. Là một đứa con độc nhất đối với mẹ cô nhưng cô lại được bao quanh bởi một gia đình lớn khi cô sống tại nhà cha mình mỗi hai tuần một. Cô mang trong mình dòng máu Thụy Điển và có một phần tư Phần Lan.
Vikander bắt đầu sự nghiệp diễn viên từ lúc 7 tuổi, cô đảm nhận vai diễn chính trong nhạc kịch Kristina från Duvemåla tại Nhà hát Opera Göteborg, được viết bởi Björn và Benny của ABBA; cô tham gia trong đoàn kịch trong ba năm rưỡi. Cô xuất hiện trong nhiều vở nhạc kịch khác nhau tại nhà hát như The Sound of Music và Les Misérables. Năm 1997, cô tham gia vào chương trình ca nhạc Småstjärnorna của kênh truyền hình TV4; cô biểu diễn ca khúc "Du måste finnas" của Helen Sjöholms. Cô đã giành tập của mình với lời khen ngợi của ban giám khảo cho sự hiện diện sân khấu của cô.
Vikander tập luyện ballet từ lúc chín tuổi với Svenska Balettskolan i Göteborg (1998-2004). Ở tuổi 15, Vikander chuyển từ Göteborg lên Stockholm để được đào tạo tại trường ballet trên. Tại đây, cô sống một mình, làm việc để trở thành một vũ công chính. Cô đi khắp thế giới nhằm tham gia các khóa học hè, cô từng có một khóa học hè tại Trường Ballet Mỹ tại thành phố New York. Ở tuổi 16, cô gần như đã bỏ học để tham gia vào bộ phim truyền hình của đạo diễn Tomas Alfredson. Qua đó, cô đã nhận ra niềm đam mê diễn xuất của mình. Sự nghiệp khiêu vũ của cô đã bị cô cho ra ngoài lề sau những chấn thương ở tuổi thiếu niên của mình. Cô từng thử giọng cho trường kịch nghệ nhưng bị từ chối hai lần. Tại một thời điểm, Vikander được nhận vào trường luật nhưng cô không bao giờ tham dự, nhằm theo đuổi giấc mơ trở thành một diễn viên của mình.

## Đời tư

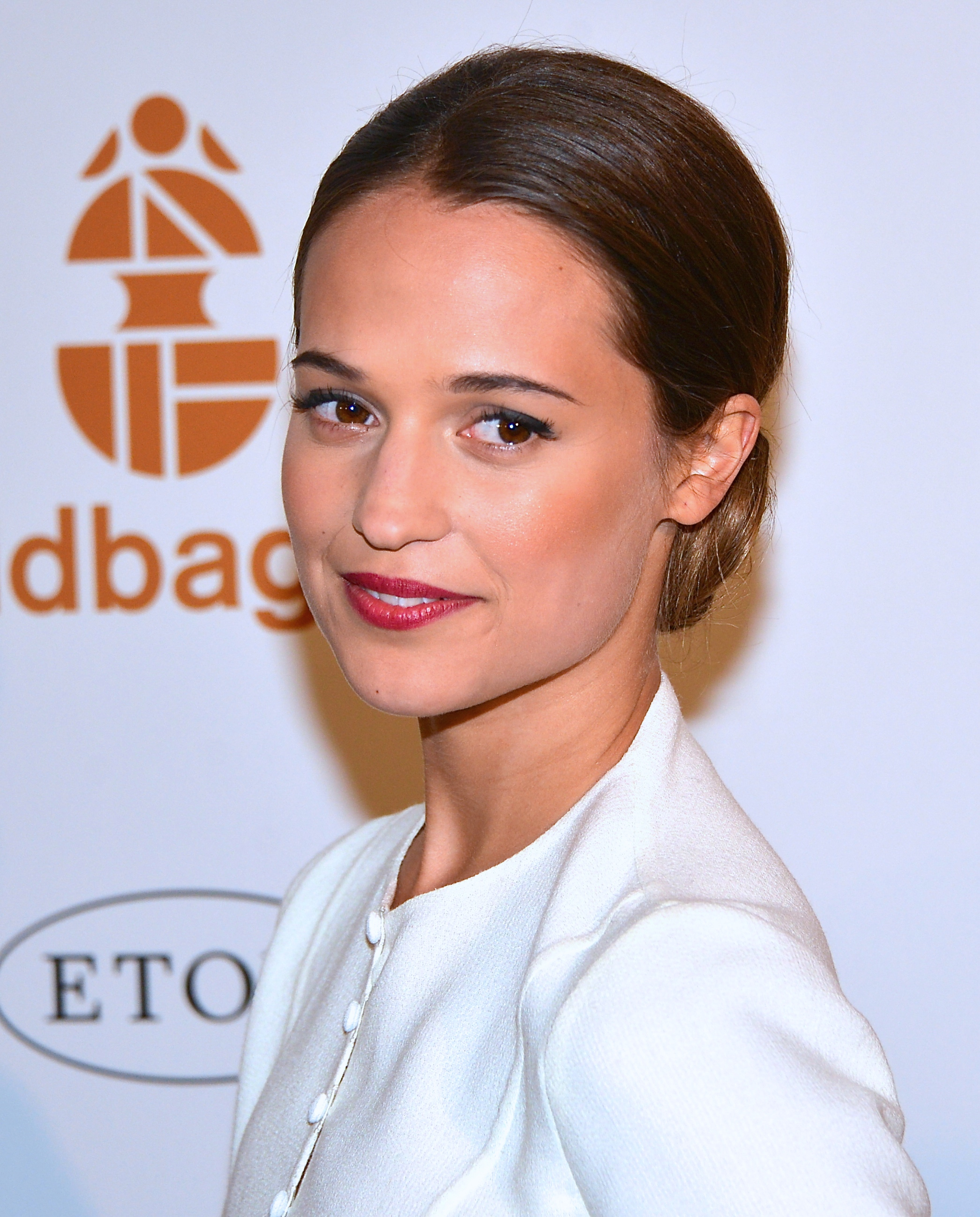
Vikander năm 2013

Alicia Vikander sống ở Luân Đôn. Từ năm 2014, cô hẹn hò với nam diễn viên Michael Fassbender. Ngày 14 tháng 10 năm 2017, họ đã tổ chức lễ cưới tại Ibiza, Tây Ban Nha.

## Sự nghiệp điện ảnh
| NSX  | Tên                              | Vai diễn            | Ghi chú       |
| ---- | -------------------------------- | ------------------- | ------------- |
| 2006 | Standing Outside Doors           | Alicia              | Phim ngắn     |
| 2007 | Darkness of Truth                | Sandra Svensson     | Phim ngắn     |
| 2007 | The Rain                         | Vũ công             | Phim ngắn     |
| 2008 | My Name is Love                  | Fredrika            | Phim ngắn     |
| 2009 | Susans längtan                   | Cô gái trong căn hộ | Phim ngắn     |
| 2010 | Pure                             | Katarina            |               |
| 2011 | Jeu de chiennes                  | Cô gái Thụy Điển    | Phim ngắn     |
| 2011 | Kronjuvelerna                    | Fragancia Fernandez |               |
| 2012 | A Royal Affair                   | Caroline Mathilde   |               |
| 2012 | Anna Karenina                    | Kitty               |               |
| 2013 | Hotell                           | Erika               |               |
| 2013 | The Fifth Estate                 | Anke Domscheit-Berg |               |
| 2014 | Testament of Youth               | Vera Brittain       |               |
| 2014 | Son of a Gun                     | Tasha               |               |
| 2014 | Đứa con thứ 7                    | Alice Deane         |               |
| 2015 | Ex Machina                       | Ava                 |               |
| 2015 | Ingrid Bergman: In Her Own Words | Narrator            | Phim tài liệu |
| 2015 | Tổ chức bóng đêm U.N.C.L.E.      | Gaby Teller         |               |
| 2015 | Burnt                            | Anne Marie          |               |
| 2015 | Cô gái Đan Mạch                  | Gerda Wegener       |               |
| 2016 | Tulip Fever                      | Sophia              |               |
| 2016 | Jason Bourne                     |                     |               |
| 2016 | The Light Between Oceans         | Isabel Sherbourne   |               |
| 2017 | Submergence                      | Danielle Flinders   |               |
| 2017 | Tomb Raider                      | Lara Croft          |               |

| Năm     | Tên                 | Vai diễn                | Ghi chú    |
| ------- | ------------------- | ----------------------- | ---------- |
| 2002    | Min balsamerade mor | Ebba Du Rietz           | Phim       |
| 2005    | En decemberdröm     | Tony                    | 3 tập      |
| 2007    | Levande föda        | Linda                   | Miniseries |
| 2007–08 | Andra Avenyn        | Jossan Tegebrandt Björn | 39 tập     |
| 2008    | Höök                | Katarina                | 2 tập      |